# Steffi Lemke

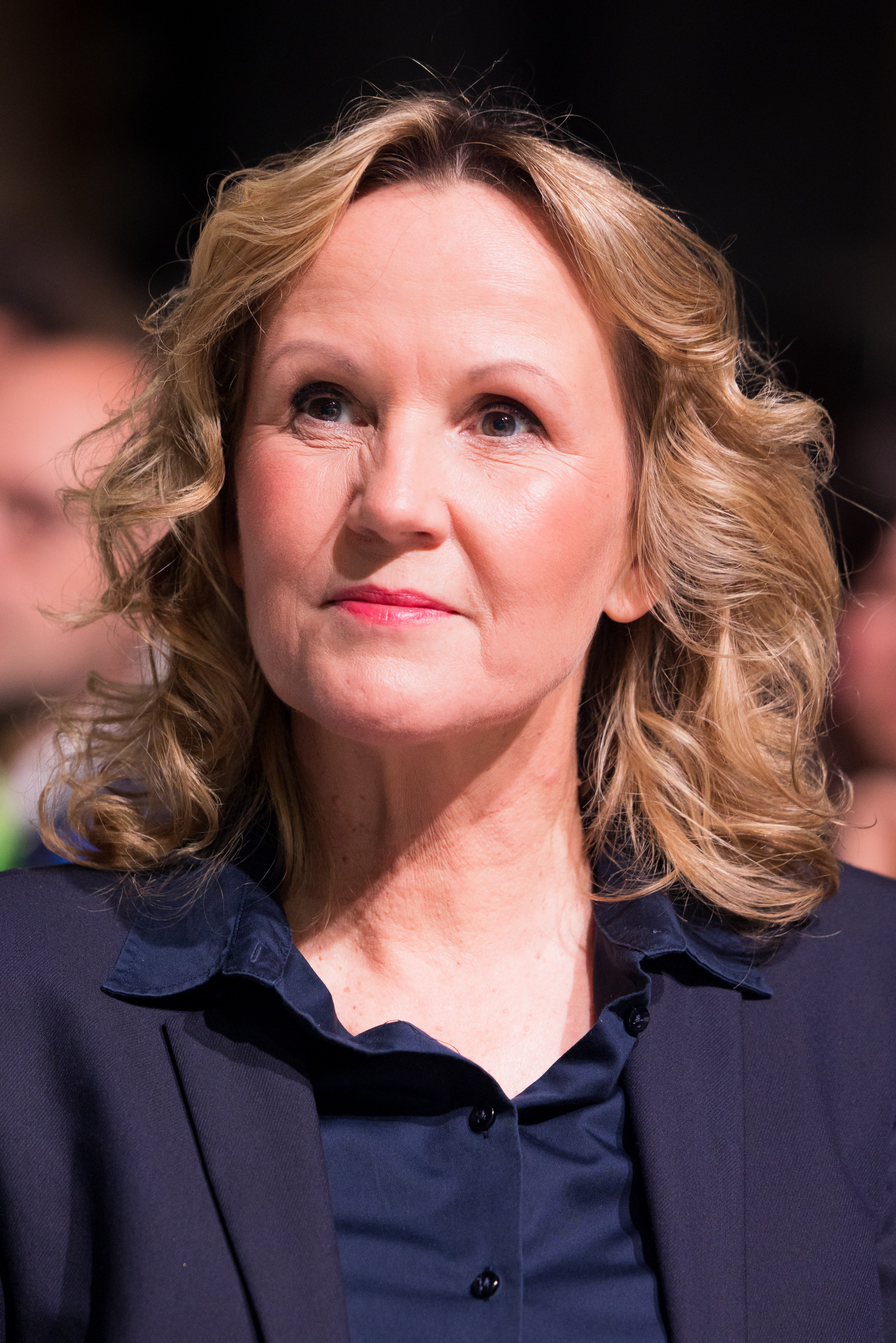
Steffi Lemke (2024)

Steffi Lemke (* 19. Januar 1968 in Dessau) ist eine deutsche Politikerin (Bündnis 90/Die Grünen). Sie war von Dezember 2021 bis Mai 2025 Bundesministerin für Umwelt, Naturschutz, nukleare Sicherheit und Verbraucherschutz.
Mitglied des Deutschen Bundestages war sie von 1994 bis 2002 und ist es erneut seit 2013. Sie war von 2002 bis 2013 politische Bundesgeschäftsführerin ihrer Partei.

## Leben und Beruf
Lemke besuchte von 1974 bis 1984 die Polytechnische Oberschule in Dessau. Trotz sehr guter Noten wurde ihr die Zulassung zur Erweiterten Oberschule verweigert. Daher machte sie zunächst von 1984 bis 1986 eine Ausbildung zur Zootechnikerin und war anschließend von 1986 bis 1988 als Briefzustellerin tätig.
Um das Abitur erreichen zu können, absolvierte sie nebenberuflich einen Abiturlehrgang an der Kreisvolkshochschule Dessau. Nach dem 1988 so nachgeholten Abitur begann sie ein Studium der Agrarwissenschaften an der Humboldt-Universität zu Berlin, das sie 1993 nach dem Ende der DDR als Diplom-Agraringenieurin (Fachrichtung Tierproduktion) erfolgreich abschloss.
Lemke lebt in Dessau, ist geschieden und Mutter eines Kindes.

## Politische Laufbahn

### Partei

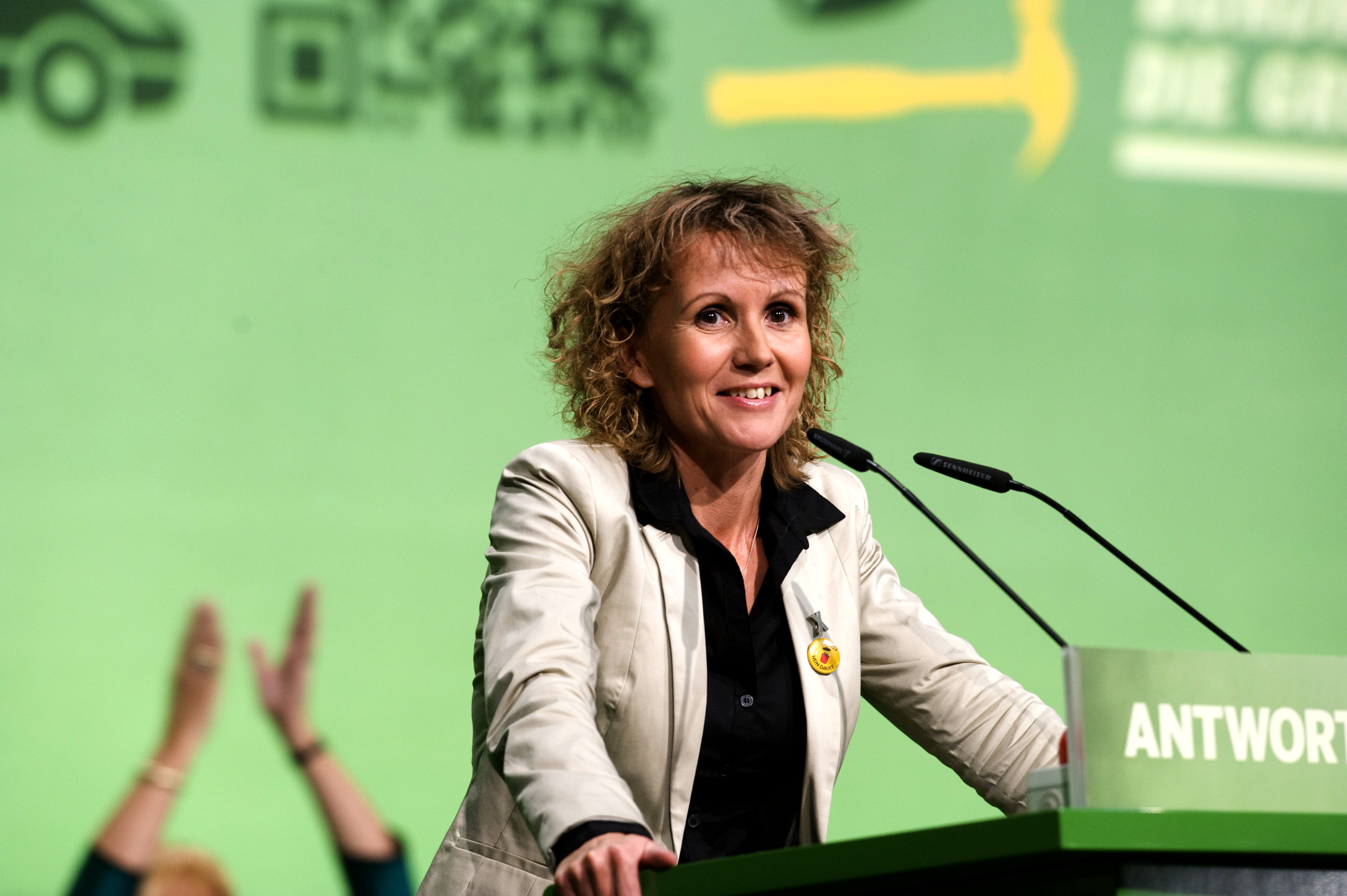
Steffi Lemke auf der Bundesdelegiertenkonferenz in Kiel 2011

Steffi Lemke gehörte 1989 zu den Gründungsmitgliedern der Grünen Partei in der DDR. Von 1993 bis 1994 gehörte sie dem Vorstand des Landesverbandes Sachsen-Anhalt an.
Von 2002 bis 2013 war Steffi Lemke Politische Bundesgeschäftsführerin von Bündnis 90/Die Grünen. Damit war sie die dienstälteste Generalsekretärin bzw. Politische Geschäftsführerin der im Deutschen Bundestag vertretenen Parteien. Sie wurde 2004 ohne Gegenkandidatur, 2006 gegen die Kandidatur von Kirsten Böttner mit über 2/3 der Stimmen, 2008 mit knapp 84 %, 2010 mit 82 % und 2012 mit 83 % der Stimmen wiedergewählt. Nach der Bundestagswahl 2013, bei der Lemke erneut in den Bundestag gewählt wurde, trat der gesamte Bundesvorstand der Grünen zurück. Laut Parteistatut dürfen jeweils nur zwei Mitglieder des Bundesvorstands in Parlamenten sitzen (Satzung des Bundesverbandes, § 15, Absatz 4). Mit Cem Özdemir, Claudia Roth und Astrid Rothe-Beinlich traf dies nach der Bundestagswahl auf vier Mitglieder des Bundesvorstands zu. Lemke ließ zunächst offen, ob sie für den Parteivorsitz kandidiert, sie entschied sich dann jedoch dagegen.

### Abgeordnete
Von 1994 bis 2002 war Steffi Lemke bereits Mitglied des Deutschen Bundestages. Dabei war sie stets über die Landesliste Sachsen-Anhalt in den Bundestag eingezogen. Von 1998 bis 2002 war sie Parlamentarische Geschäftsführerin der Bundestagsfraktion Bündnis 90/Die Grünen.
Steffi Lemke zählte 2001 zu den acht Abgeordneten ihrer Fraktion, die sich gegen den Einsatz deutscher Truppen in Afghanistan aussprachen. Bei der Abstimmung im Bundestag stimmte sie am 16. November 2001 jedoch für die Teilnahme der Bundeswehr an der Operation Enduring Freedom. Bundeskanzler Gerhard Schröder hatte die Zustimmung zum Bundeswehr-Einsatz mit der Vertrauensfrage verbunden. Die acht Abgeordneten vereinbarten daher untereinander ein koordiniertes Abstimmungsverhalten, bei dem vier Abgeordnete für den Antrag der Bundesregierung und vier dagegen stimmten. Damit ermöglichten sie den Einsatz der Bundeswehr in Afghanistan, sicherten ihr Abgeordnetenmandat und verhinderten eine Abstimmungsniederlage der Regierung und ein mögliches Auseinanderbrechen der rot-grünen Koalition.
Der Parteitag von Bündnis 90/Die Grünen in Sachsen-Anhalt wählte Lemke am 13. Oktober 2012 mit 63 von 73 Stimmen (86,3 %) zur Spitzenkandidatin auf Platz 1 der Landesliste zur Bundestagswahl 2013. Sie zog aufgrund des Wahlergebnisses nach drei Wahlperioden wieder in den Bundestag ein.
Lemke war ordentliches Mitglied und Obfrau im Ausschuss für Umwelt, Naturschutz, Bau und Reaktorsicherheit. Sie gehörte zudem als ordentliches Mitglied dem Ältestenrat an. Zudem war sie stellvertretendes Mitglied im Ausschuss für Ernährung und Landwirtschaft sowie im Ausschuss für Wahlprüfung, Immunität und Geschäftsordnung.
Von 2013 bis 2021 war Lemke eine von vier parlamentarischen Geschäftsführerinnen der Bundestagsfraktion von Bündnis 90/Die Grünen.
Am 25. November 2021 wurde sie vom Bundesvorstand ihrer Partei für das Amt der Bundesumweltministerin im neuen Kabinett Scholz vorgeschlagen. Vom 8. Dezember 2021 an bis zur Vereidigung der Nachfolgeregierung im Mai 2025 bekleidete sie das Amt der Bundesministerin für Umwelt, Naturschutz, nukleare Sicherheit und Verbraucherschutz.
Lemke zog bei der Bundestagswahl 2025 über den Platz 1 der Landesliste ihrer Partei in den 21. Bundestag ein.

## Positionen
Lemke lehnte im Mai 2022 eine öffentliche Diskussion über eine Laufzeitverlängerung der drei verbliebenen deutschen Atomkraftwerke ab. Der FDP-Vorsitzende und Bundesfinanzminister Christian Lindner forderte eine solche Diskussion, seit die Energiepreise infolge des russischen Überfalls auf die Ukraine stark gestiegen waren und die Lieferung von Erdgas und Öl aus Russland nicht mehr gesichert war. Das Kabinett Scholz beschloss im Oktober 2022 eine Laufzeitverlängerung um drei Monate; Mitte April 2023 wurden die Kraftwerke abgeschaltet.